# طلحیه
طلحیه (به عربی: طلحیة) یک روستا در سوریه است که در ناحیه تفتناز واقع شده‌است. طلحیه ۳٬۴۳۷ نفر جمعیت دارد.